# HIW VSK
El Hessische Selbstladekarabiner, abreviado a HIW VSK, se refiere a 2 prototipos de armas, un rifle y una carabina, de origen alemán desarrollados por Hessische Industrie Werke y August Cöenders en 1944. Fueron creados como armas para la milicia nacional Volkssturm.   

## Variantes

### Rifle de batalla
Con recámara para el cartucho de rifle Mauser de 7,92 × 57 mm y clips extractores estándar de 5 balas para llenar el cargador interno fijo. Para operar la manija del "cerrojo", que se encuentra unida al cañón, es empujada hacia adelante para alimentar una nueva bala a la recámara fija.

### Carabina
Con recámara para la ronda Kurz de 7,92 × 33 mm y clips extractores especiales de 5 rondas para llenar el cargador interno fijo. Esta variante  utiliza un sistema de acción en el cual la presión del gas propulsor y la fricción de la bala al viajar por el barril causan que la recámara sea propulsada hacia adelante, la cual luego regresa por la presión de un resorte, alojando un nuevo cartucho.